# Jüdischer Friedhof (Taunusstein-Wehen)

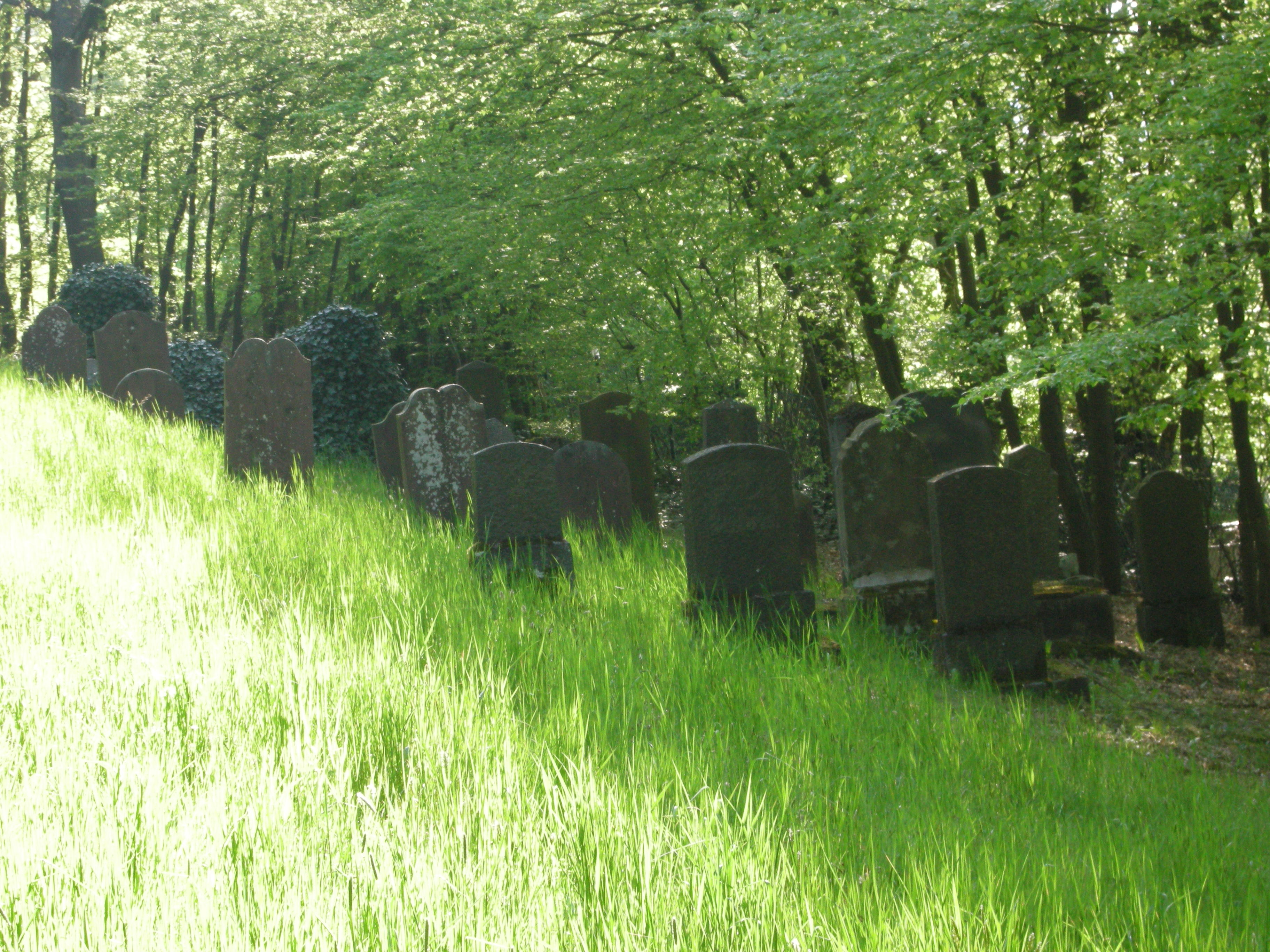
Jüdischer Friedhof Wehen

Der Jüdische Friedhof in Wehen ist ein denkmalgeschützter Jüdischer Friedhof im Rheingau-Taunus-Kreis in Hessen. Er liegt am Südhang des Halbergs und am nördlichen Ortsrand des Stadtteils Wehen der Stadt Taunusstein und ist ungefähr so alt wie die Siedlung selbst.
1329 ordnete Graf Gerlach von Nassau-Weilburg die Niederlassung von Juden an. Das Judenbegräbnis soll bereits um 1330 gegen eine Pachtzahlung auf herrschaftlichem Grund angelegt worden sein. Es erstreckt sich rund 73 Meter lang und 24 Meter breit in Ost-West-Richtung auf einer Fläche von 1755 m². Die Grabsteine von damals existieren nicht mehr. Der älteste noch stehende ist aus dem Jahre 1694. Heute gibt es auf dem Friedhof noch 58 sichtbare Gräber. Bis 1749 wurden auf dem Wehner jüdischen Friedhof auch Wiesbadener Juden beigesetzt. 1726 stellten die Juden den Antrag, eine Mauer um den Friedhof zu bauen, was allerdings untersagt blieb, weil der jüdische Friedhof nicht schöner sein durfte als der christliche. So hoben sie bloß einfach einen Graben aus. Nach 1933 fanden auch noch Beisetzungen statt, allerdings war es verboten, dass Grabsteine aufgestellt wurden.